# Pinské bažiny
Pinské bažiny nebo také Pripjaťské bažiny (rusky Пинские болота, Припятские болота; ukrajinsky Пінські болота, Прип'ятські болота; bělorusky  Пінскія балоты, Прыпяцкія балоты) je geografický region v povodí řeky Pripjať na hranicích Běloruska a Ukrajiny. S rozlohou okolo 98 000 km² je největší bažinatou oblastí v Evropě. Průměrná nadmořská výška se pohybuje okolo 135 m. K největším bažinám patří Domaščiny, Dědkova bažina nebo Horodiščenská bažina.
Oblast je rovinatá, s vrstvou rašeliny hlubokou až šest metrů. Vegetaci tvoří hlavně rákos, nacházejí se zde i borové a listnaté lesy a neprostupné křoviny. Průměrná teplota se pohybuje okolo −5 °C v lednu a 18 °C v červenci, srážky činí 550–650 mm ročně. V jarních měsících je většina regionu pod vodou a místní obyvatelé se mohou pohybovat jen na člunech.
Oblast patří do historického regionu Polesí a je pojmenována podle nejvýznamnějšího města Pinsku. Do Pinských bažin bývá kladena pravlast Slovanů.
V roce 1872 byl zahájen projekt na vysušení a zúrodnění části území. Za první i druhé světové války představovaly obtížně průchodné bažiny vážnou překážku postupu vojsk i úkryt pro partyzány. Teprve v rámci Operace Bagration v červnu 1944 dokázaly jednotky vedené Konstantinem Rokossovským proniknout po haťových cestách a zasadit Němcům překvapující úder. Po druhé světové válce vysušování pokračovalo, většina získané půdy však byla písčitá a neúrodná. Část bažin tvoří uzavřená zóna Černobylské jaderné elektrárny.
Na území bažin se nachází Pripjaťský národní park a Šacký národní přírodní park. Místní ekosystém chrání Ramsarská úmluva. Žije zde 246 druhů ptáků včetně orla mořského, orla volavého, poláka malého, bekasiny větší a chřástala polního. Ze savců se zde vyskytuje zubr evropský, los evropský nebo rys ostrovid.